# 能量色散X射线谱

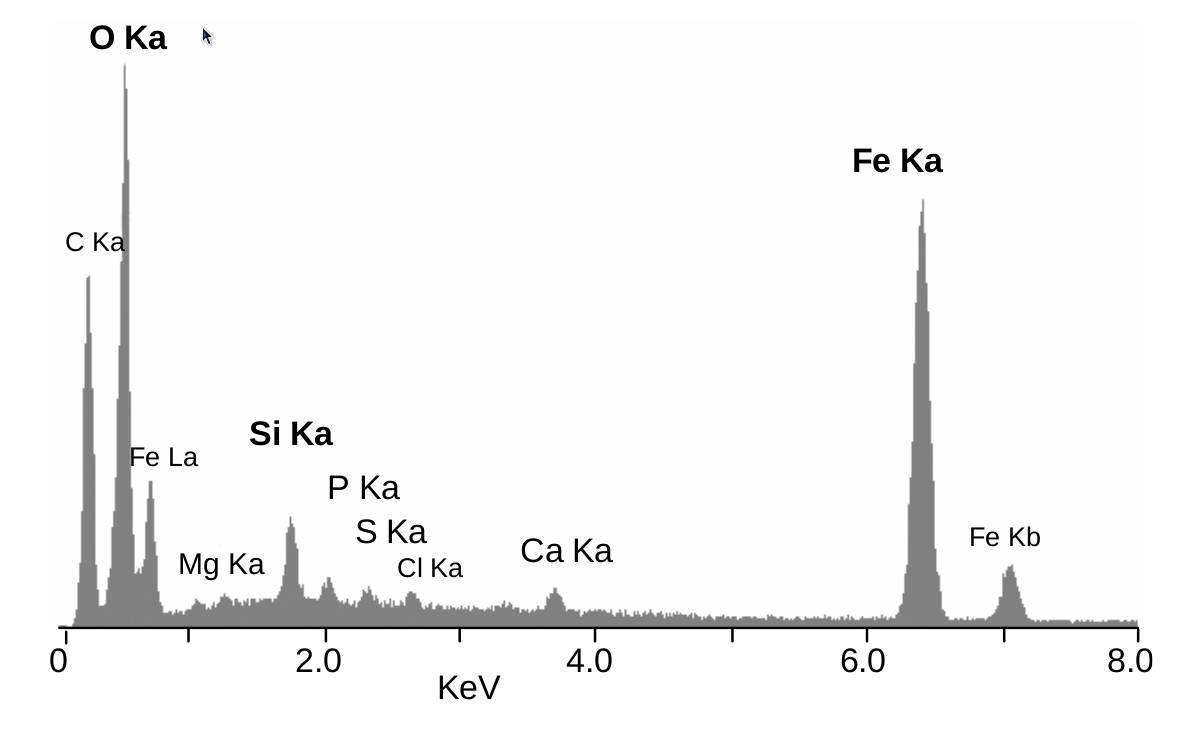
大西洋中脊盲虾外壳的能量散射X射线谱。大部分的峰都来自于电子跃迁到K电子层发出的X射线（Kα线和Kβ线）；其中一个峰来自于铁的L电子层。

能量散射X射线谱（Energy-dispersive X-ray spectroscopy，英文缩写有EDS、EDX、EDXS或XEDS），有时也被称作能量散射X射线分析（energy dispersive X-ray analysis，EDXA）或能量散射X射线微量分析（energy dispersive X-ray microanalysis，EDXMA）是一种用于元素分析和化学表征的分析手段。该手段通过收集X射线机或其他X射线源产生的X射线和样品相互作用时发出的X射线进行分析。由于不同元素因原子结构不同而发射谱各异，所以可以通过分析X射线谱分辨样品所含的不同成分。
激发出样品的特征X射线一般需要能量很高的电子束、质子束或X射线。首先，入射的电子（或质子、光子）激发出基态原子的内层电子。内层电子在离开原子后会留下空穴。外层的、处于较高能级的电子在填充这些低能级空穴的时候，多余能量可能会以X射线形式放出。能量散射X射线谱仪收集测量的就是这些X射线的能量和强度。由于这些X射线的能量分布可以反映特定元素的原子特征，能量散射X射线谱可被用于测定样品中的元素组成。

载有Ru纳米颗粒催化剂的高角环形暗场像
利用EDS测得的Ru元素分布
利用EDS测得的全元素组成与分布

## 设备构成
能量色散X射线谱主要由以下四部分组成：
1. 激发源（电子束或X射线源）
2. X射线探测器
3. 脉冲处理器
4. 分析仪[3]

电子束激发源被用于电子显微镜、扫描电子显微镜和扫描透射电子显微镜中，而X射线激发源被用于X射线荧光光谱仪中。X射线探测器可将X射线能量转换为电信号；信号随后被发送至脉冲处理器进行测量并传送到分析仪进行分析。过去最常见的探测器是硅锂（SiLi）探测器，需要用液氮冷却才能工作。如今的新系统常配置硅漂移探测器，计数速度更快，且仅需在热电冷却（甚至于室温）下就可以工作。

## 其他相关技术

能量色散X射线谱的原理

高能级的电子在填充低能级的空穴时所出现的能量差不一定都以X射线的形式放出，也可以转嫁给另一外层电子，使其获得足够的能量而逸出原子。这类逸出的电子被称作俄歇电子，而通过测量俄歇电子对样品进行分析的手段被称作俄歇电子能谱学（AES）。
X射线光电子能谱学（XPS）是另一种和能量色散X射线谱相关的分析手段，测量的是被X射线激发的内层电子的能量。XPS可用于测定样品的化学组分；通过对化学位移的测量还可以分析特定元素所处的化学环境，由此确定该样品的实验式。
能量色散X射线谱（EDS）常常被拿来和波长色散X射线光谱（WDS）相互对比。WDS和EDS不同的地方在于，WDS利用X射线在特定晶体上的衍射将不同波长的X射线分离开来进行测量。WDS的能量分辨率最高可达到几个eV，高于EDS的分辨率（130eV）两个数量级。WDS也没有EDS中常出现的一些非实验因素，例如和峰（sum peak）、逃逸峰（escape peak）、重叠峰等等。但WDS所需的实验周期较长，且需要经过培训才能熟练操作，因此EDS较WDS来说更为常见。